# Pero Lopes de Sousa
Pero Lopes de Sousa (Lisboa, 1497 — Madagascar, 1539) foi um fidalgo português, navegador e militar. Irmão de Martim Afonso de Sousa, foi donatário das capitanias de Itamaracá, Santo Amaro e Santana. Escreveu o Diário da Navegação, considerado o mais importante relato sobre a expedição de seu irmão ao Brasil, entre 1530 e 1532.
Casou-se com D. Isabel de Gamboa da qual teve três filhos: Martim Afonso de Sousa, 2.º donatário das capitanias de Itamaracá, Santo Amaro e Santana, Pero Lopes de Sousa (filho) e Jerônima de Albuquerque e Sousa 3.ª donatária das capitanias de Itamaracá, Santo Amaro e Santana.

## Biografia
Filho de família nobre, viveu na corte a infância e juventude.
Ainda jovem, tornou-se navegador. Em dezembro de 1530 partiu com o irmão em missão ordenada pelo rei João III de Portugal para explorar terras brasileiras. Em 1532, decidiu retornar a Portugal. Na viagem de volta enfrentou e aprisionou dois navios franceses ao largo de Pernambuco. Essa aventura lhe rendeu cinquenta léguas de terras no litoral do Brasil, oferecidas pela Coroa.
Em 1539, ocupando o posto de capitão-mor de uma esquadra de seis navios, partiu de Lisboa para a Índia. Na viagem de volta, naufragou próximo a Madagascar (Ilha de São Lourenço para os portugueses), e o seu corpo desapareceu no mar.

## Obra
Em 1839, o historiador Francisco Adolfo de Varnhagen descobriu o seu "Diário da Navegação".
Na obra, Lopes de Sousa narra, além de sua biografia e a de seu irmão, episódios como a fundação das vilas de São Vicente e Piratininga e os descobrimentos do Rio de Janeiro, do Rio da Prata e da ilha de Fernando de Noronha. É  peça chave para se entender a luta de séculos entre Portugal e Espanha pelo controle do estuário do Rio da Prata e o primeiro documento a descrever a costa sul-americana. Narra ainda o contacto com os degredados e a expulsão dos franceses.
Diz-se na "Brasiliana da Biblioteca Nacional", Rio de Janeiro, 2001: 
'Navegador afeito à ação, Pero Lopes oferece passagens que emocionam o leitor, com um tom entre deslumbrado e surpreso diante da realidade geográfica e humana da terra visitada, como a chegada à baía do Salvador e do Rio de Janeiro, o relato da subida pelos rios Paraná e Uruguai, a fundação da vila de São Vicente, ou ainda, o ataque aos núcleos franceses que comerciavam o pau-brasil. Sobre a sua chegada ao Rio de Janeiro, diz: ´A gente deste Rio é como a da Bahia de Todos os Santos, senão quanto é mais gentil gente. Toda a terra deste Rio é de montanhas e serras muito altas. As melhores águas há neste que podem ser." 
O nome que durante cerca de três séculos batizou o atual estado do Rio Grande do Sul, Rio Grande de São Pedro, veio da expedição de Martim Afonso de Sousa e lhe foi dado em homenagem a Pero (Pedro) Lopes de Sousa.

## Brasão de armas

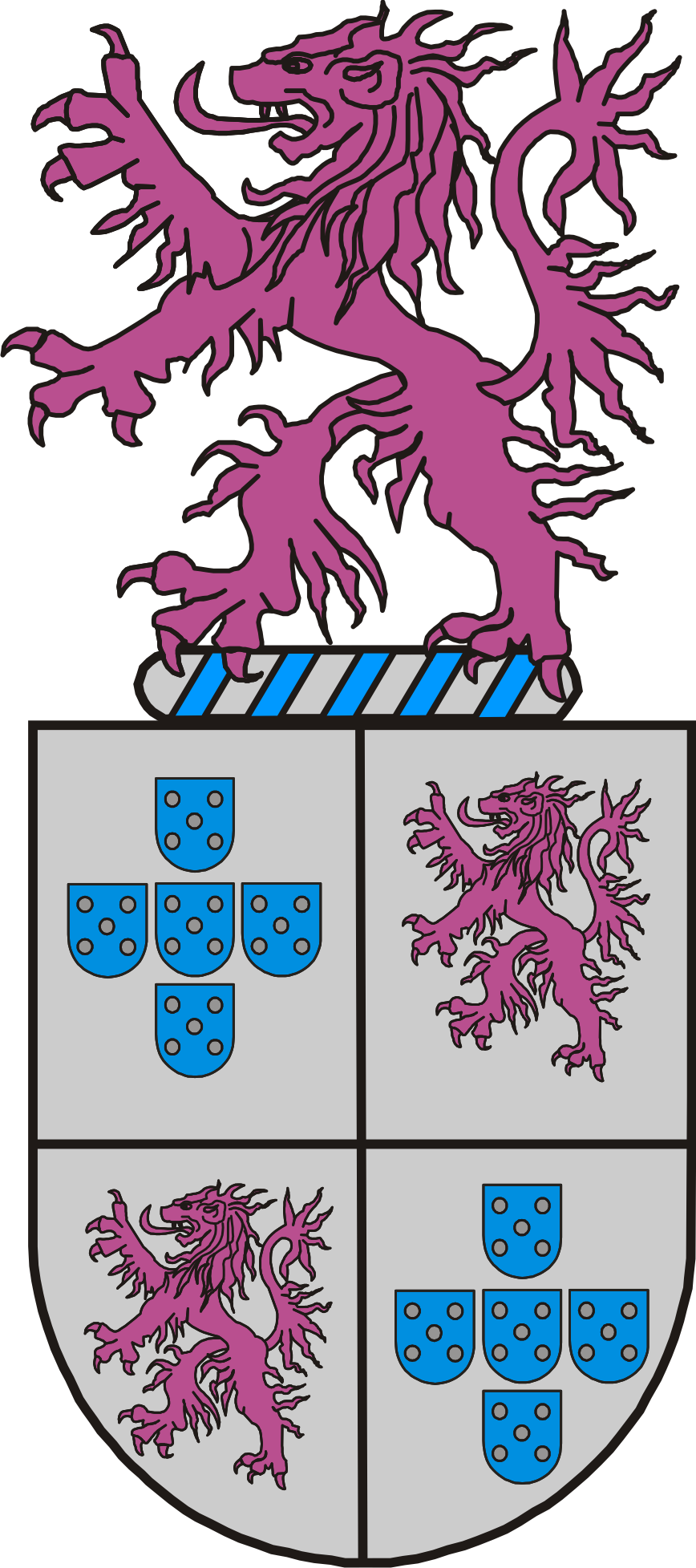
Brasão de Pero Lopes de Sousa

Seu brasão de armas é descrito da seguinte forma: Esquartelado: o primeiro e o quarto de prata, com cinco escudetes de azul postos em cruz, cada escudete carregado de cinco besantes do primeiro esmalte, postos em sautor; o segundo e o terceiro de prata com um leão rampante de púrpura. Timbre: o leão do escudo.

## Descendência
- Martim Afonso de Sousa (2.º donatário das capitanias de Itamaracá, Santo Amaro e Santana)
- Pero Lopes de Sousa (filho)
- Jerônima de Albuquerque e Sousa, 3.ª donatária das capitanias de Itamaracá, Santo Amaro e Santana.[2]